# 曉爾基諾
曉爾基諾（烏克蘭語：Щолкіне，羅馬化：Shcholkine，發音：[ˈʃt͡ʃɔlʲkʲine]，羅馬化：Shchyolkino），或按烏克蘭語名譯曉爾基内或什喬爾基内，法理上是乌克兰克里米亚自治共和国刻赤区的城市，事实上隶属于俄罗斯克里米亞共和國列宁诺区。該市位於亞速海沿岸，距離首府辛菲罗波尔145公里，始建於1978年，面積3.42平方公里，海拔高度8米，2021年人口数量为10,131人。2014年被俄罗斯军事占领，但国际社会不承认俄国对此地的侵占。

## 图集

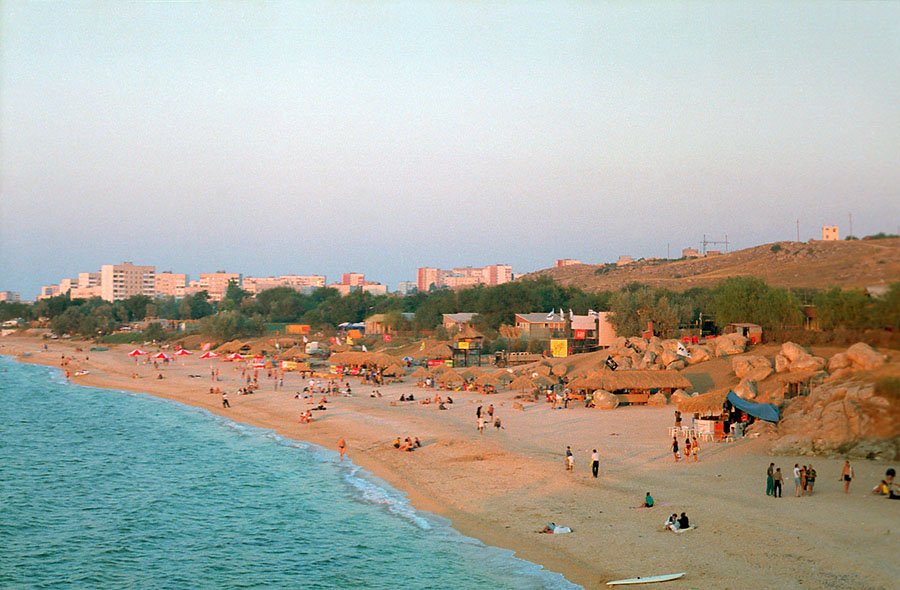
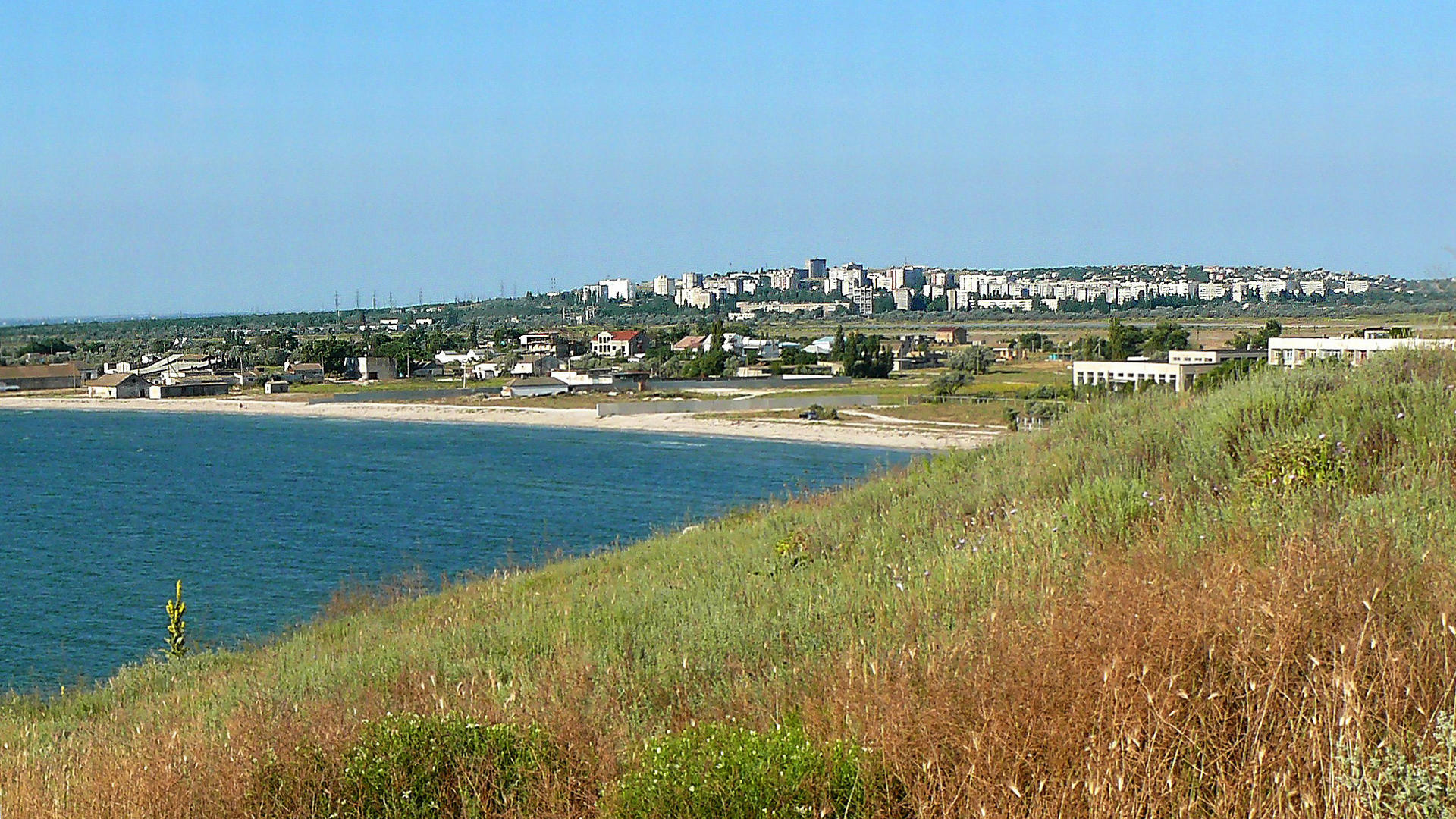
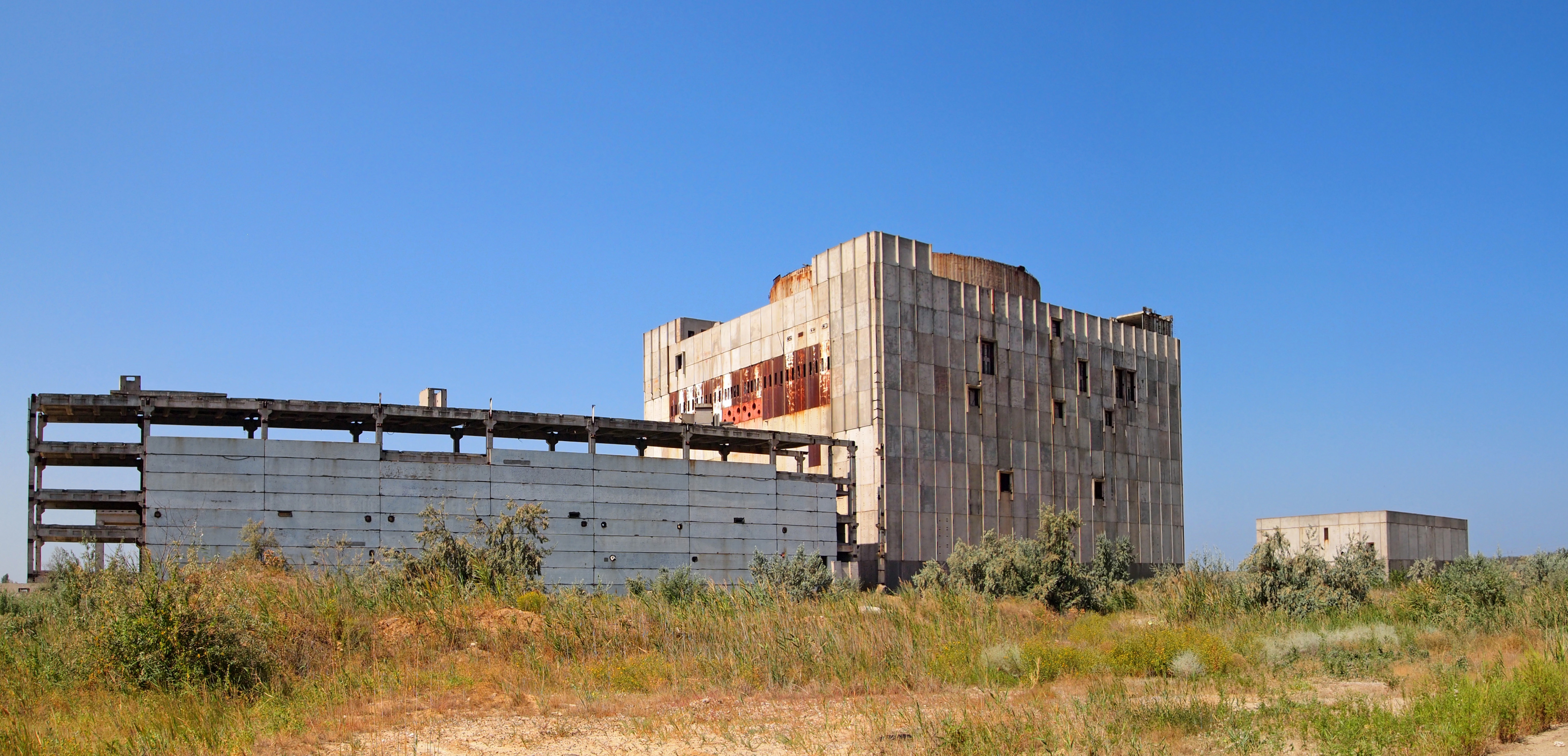
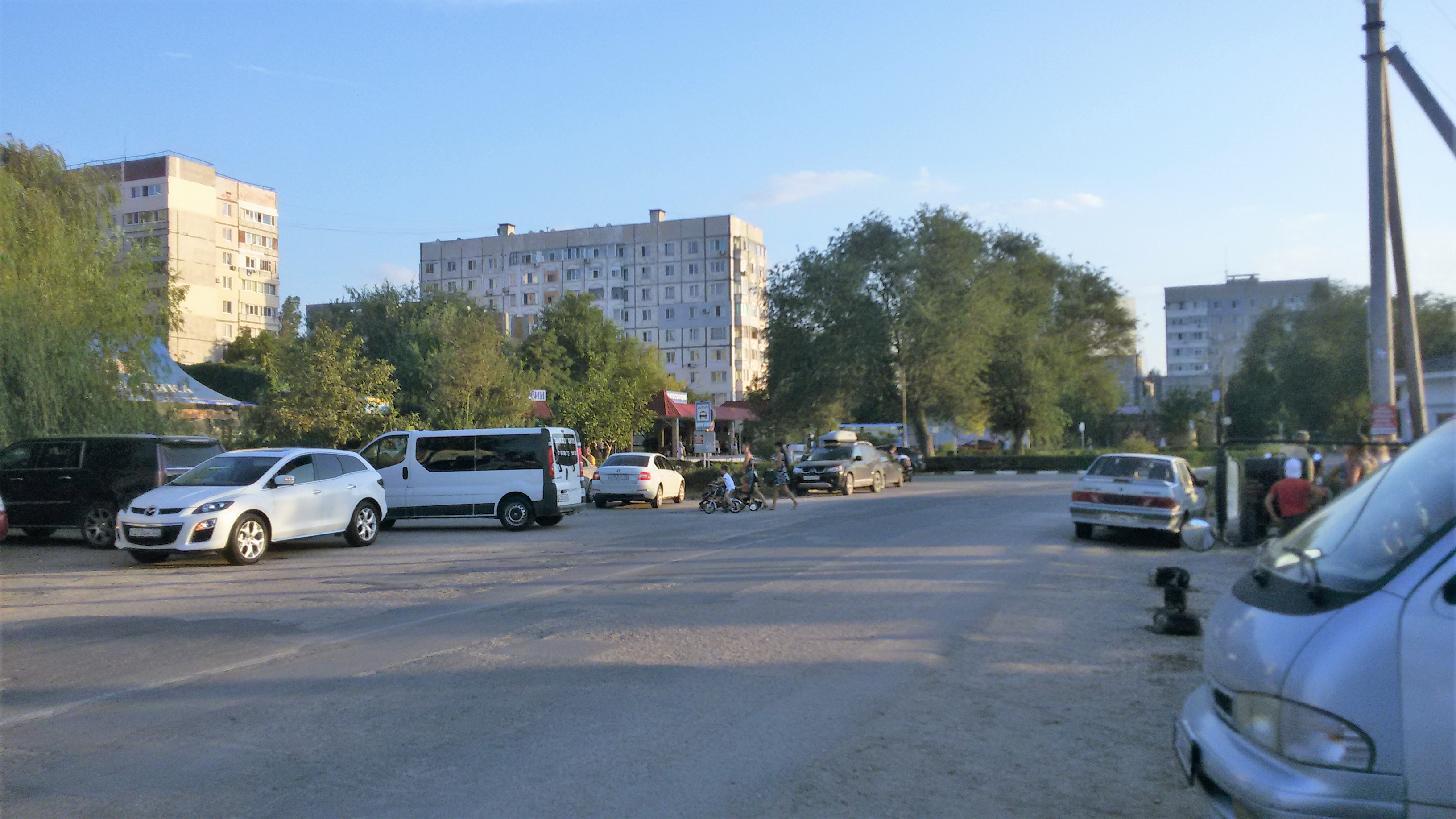